# Sekundærrute 263

Sekundærrute 263 er en rutenummereret landevej på Sjælland.
Ruten strækker sig fra Fårevejle Kirkeby til Gislinge.
Rute 263 har en længde på ca. 12 km.